# Gloeoporus
Gloeoporus is een geslacht van schimmels behorend tot de familie Irpicaceae. De typesoort is Gloeoporus conchoides.

## Soorten
Volgens Index Fungorum telt het geslacht 29 soorten (peildatum juli 2023):
| Soortnaam                 | Auteur(s)                              | Publicatiejaar |
| ------------------------- | -------------------------------------- | -------------- |
| Gloeoporus acidulus       | Bondartseva                            | 1970           |
| Gloeoporus ambiguus       | (Berk.) Zmitr. & Spirin                | 2006           |
| Gloeoporus bourdotii      | (Pilát) Bondartsev & Singer            | 1941           |
| Gloeoporus carrii         | Corner                                 | 1989           |
| Gloeoporus chlorinus      | (Pat.) Ginns                           | 1976           |
| Gloeoporus citrinus       | Ryvarden                               | 1975           |
| Gloeoporus cremeoalbus    | Corner                                 | 1989           |
| Gloeoporus croceopallens  | Bres.                                  | 1912           |
| Gloeoporus dimiticus      | Corner                                 | 1989           |
| Gloeoporus friabilis      | Corner                                 | 1989           |
| Gloeoporus guerreroanus   | G. Coelho, R.M. Silveira & Rajchenb.   | 2007           |
| Gloeoporus hainanensis    | Yuan Yuan & Jia J. Chen                | 2016           |
| Gloeoporus hispidus       | Corner                                 | 1989           |
| Gloeoporus longisporus    | M. Mata & Ryvarden                     | 2010           |
| Gloeoporus nigrescens     | Corner                                 | 1989           |
| Gloeoporus pannocinctus   | (Romell) J. Erikss.                    | 1958           |
| Gloeoporus papuanus       | Corner                                 | 1989           |
| Gloeoporus phlebophorus   | (Berk.) G. Cunn.                       | 1965           |
| Gloeoporus purpurascens   | Hjortstam                              | 1995           |
| Gloeoporus similis        | Corner                                 | 1989           |
| Gloeoporus subambiguus    | (Henn.) Ginns                          | 1976           |
| Gloeoporus subochraceus   | Corner                                 | 1989           |
| Gloeoporus subvinaceus    | Corner                                 | 1992           |
| Gloeoporus sulphureus     | Corner                                 | 1989           |
| Gloeoporus sulphuricolor  | (Bernicchia & Niemelä) Zmitr. & Spirin | 2006           |
| Gloeoporus thelephoroides | (Hook.) G. Cunn.                       | 1965           |
| Gloeoporus tienmuensis    | (Teng) Teng                            | 1963           |
| Gloeoporus umbrinus       | Corner                                 | 1989           |
| Gloeoporus vitellinus     | Corner                                 | 1992           |